# Gesetz- und Verordnungsblatt für das Land Nordrhein-Westfalen
Das Gesetz- und Verordnungsblatt für das Land Nordrhein-Westfalen (GV. NRW., bis 1999 GV. NW., Gesetz- und Verordnungsblatt NRW) ist das Gesetzblatt des Landes Nordrhein-Westfalen. Es erscheint bei Bedarf und daher in unregelmäßigen Abständen in Düsseldorf im A. Bagel Verlag.
Im GV. NRW. werden die in die Gesetzgebungskompetenz des Landes fallenden Gesetze und Verordnungen sowie Staatsverträge bekannt gemacht. Herausgeberin des 2011 im 65. Jahrgang erscheinenden Bekanntmachungsorgans ist die Landesregierung Nordrhein-Westfalen.
In Nordrhein-Westfalen geltendes, bereinigtes preußisches Recht von 1806 bis 1945 wurde zum 1. Januar 1962 als Sammlung des in Nordrhein-Westfalen geltenden preußischen Rechts in das GV. NW. aufgenommen und mit der Abkürzung PrGS. NW. (für Preußische Gesetzessammlung, Nordrhein-Westfalen) versehen (GV. NW. 1961 S. 325, Anlage 1).
Im September 1997 wurde mit der elektronischen Bearbeitung der Gesetz- und Verordnungsblätter begonnen. Auf seither erschienene Ausgaben kann über das Internet zugegriffen werden.